# الحارث بن الحارث
الحارث واسمه مدرك بن الحارث بن عامر الغامدي الأزدي: هو أحد الصحابة ، وله ولأبيه صحبة. سكن الشام، وشهد مرج راهط سنة 13 هـ.روى عنه الشاميون، قال ابن عساكر: «الحارث بن الحارث أبو المخارق الغامدي: له صحبة روى عن النبي ﷺ حديثا. وسكن الشام وشهد وقعة راهط».وقد ذكرته بعض المصادر الحارث وأخرى مدرك، ويرجح أن اسمه مركب أي اسمه مدرك الحارث بن الحارث.
رأى الحارث النبي في الجاهلية يدعوا الناس في الحج، فكانت قريش تؤذيه، وتقول صابئ، وكان الحارث آنذاك غلاماً مع أبيه، في ذلك روى الحارث قائلاً: «قلت لأبي ونحن بمنى: ما هذه الجماعة! قال: هؤلاء قوم اجتمعوا على صابئ لهم، فتشرفنا فإذا رسول الله ﷺ وسلم يدعو الناس إلى توحيد الله والايمان به وهم يردون عليه قوله ويؤذنونه حتى ارتفع النهار وانصدع عنه الناس، وأقبلت امرأة قد بدا نحرها تبكي تحمل قدحا فيه ماء ومنديلا، فتناوله منها فشرب وتوضأ ثم رفع رأسه إليها فقال: يا بنية! خمري عليك نحرك ولا تخافي على أبيك غلبة ولا ذلا، فقلنا: من هذه؟ قالوا: هذه زينب ابنته».فأدرك الحارث وأبيه الحارث بن عامر انتشار الإسلام، ووفدا على النبي وهو في مكة، فأسلما.

## إسلامه
حكى ابن سعد عن هشام الكلبي عن أبي مخنف أن وفد من غامد جاء إلى النبي بعد أن كتب الرسول كتاباً إلى سيدهم أبي ظبيان يدعوه إلى الإسلام، قال أبو مخنف: «كتب النبي صلى الله عليه وسلم إلى أبي ظبيان الأزدي من غامد يدعوه ويدعو قومه إلى الاسلام فأجابه في نفر من قومه بمكة».
فأجابه أبي ظبيان في نفر وهم عشرة رجال، فيهم الحارث بن الحارث وأبيه الحارث بن عامر وقدموا على النبي وهو في مكة بعد فتحها سنة 8 هـ، وفي وفودهم الأول حكى حصيرة بن عبد الله الأزدي قائلاً:«أتي - أبي ظبيان - النبي ﷺ في نفر من قومه، منهم: الحجن بن المرقع أبو سبرة، ومخنف وعبد الله ابنا سليم، وعبد شمس بن عفيف بن زهير - سماه النبي ﷺ عبد الله -، وجندب بن زهير، وجندب بن كعب، والحارث بن الحارث، وزهير بن محشي، والحارث بن عامر، وكتب لهم النبي صلى الله عليه وسلم كتاباً».وجاء في كتاب الرسول لسيدهم لأبي ظبيان: «أما بعد فمن أسلم من غامد فله ما للمسلم حرم ماله ودمه ولا يحشر ولا يعشر وله ما أسلم عليه من أرضه».والصواب أنهم وفدوا على النبي في أواخر سنة 8 هـ بعد فراغه من غزوة الطائف وهو في معسكره بالجعرانة وهي في شرق مكة على مسافة 20 كيلاً.
وقدم هؤلاء النفر العشرة المدينة المنورة على النبي في رمضان سنة 10 هـ، فكتب لهم النبي كتاباُ فيه شرائع الإسلام، وفي ذلك قال الواقدي:«وقدم على رسول الله ﷺ وفد غامد سنة عشر، وهم عشرة. فنزلوا ببقيع الغرقد وهو يومئذ أثل وطرفاء، ثم انطلقوا إلى رسول الله ﷺ. وخلفوا عند رحلهم أحدثهم سنا، فنام عنه، وأتى سارق فسرق عيبة لأحدهم فيها أثواب له. وانتهى القوم إلى رسول الله صلى الله عليه وسلم، فسلموا عليه وأقروا له بالإسلام، وكتب لهم كتابا فيه شرائع من شرائع الإسلام».وكان وفدهم الثالث أربعون رجلاً وفدوا على النبي حجاجاً وهو بمكة في ذي الحجة سنة 10 هـ، قال أبو مخنف: «فأتاه بمكة أربعون رجلا».

## روايته للحديث
- حدثت عن: النبي محمد بن عبد الله ﷺ، وأبيه الحارث الغامدي، ومالك بن اخيمر اليمامي.
- حدث عنه الشاميون، وهم: الوليد بن عبد الرحمن الجرشي، وشريح بن عبيد الحضرمي، ومكحول الشامي، وخالد بن معدان، وثابت بن سعد الطائي، وسليم بن عامر الكلاعي، وعدي بن هلال السلمي أخو هبد الأعلى بن هلال السلمي. ولم يروي عن الحارث من رجال الحجاز أو العراق أحد، فكان استقراره في الشام إلى أن مات.

- قال الوليد بن عبد الرحمن الجرشي عن الحارث بن الحارث الغامدي، قال: «قلت لأبي ونحن بمنى: ما هذه الجماعة! قال: هؤلاء قوم اجتمعوا على صابئ لهم، فتشرفنا فإذا رسول الله صلى الله عليه وسلم يدعو الناس إلى توحيد الله والايمان به وهم يردون عليه قوله ويؤذنونه حتى ارتفع النهار وانصدع عنه الناس، وأقبلت امرأة قد بدا نحرها تبكي تحمل قدحا فيه ماء ومنديلا، فتناوله منها فشرب وتوضأ ثم رفع رأسه إليها فقال: يا بنية! خمري عليك نحرك ولا تخافي على أبيك غلبة ولا ذلا، فقلنا: من هذه؟ قالوا: هذه زينب ابنته».[12][13]
- قال سُلَيْمُ بْنُ عَامِرٍ الْكَلاعِيُّ عَنِ الْحَارِثِ الْغَامِدِيِّ - وَقَدْ أَدْرَكَ الْحَارِثُ رَسُولَ اللَّهِ صَلَّى اللَّهُ عَلَيْهِ وَسَلَّمَ - فَقَالَ سُلَيْمٌ: سَمِعْتُ الْحَارِثَ، يَقُولُ : «الْفِرْدَوْسُ سُرَّةُ الْجَنَّةِ ، كَقَوْلِكَ : عَلَيْكَ بِبَطْنِ الْوَادِي ، فَإِنَّهُ أَسَرُّ مَا هُنَالِكَ وَأَحْسَنُهُ».
- قال عدي بن هلال السلمي عن الحارث بن الحارث، قال: «سمعت رسول الله ﷺ يقول عند فراغه من طعامه: «اللهم لك الحمد، أطعمت، وأسقيت، وأرويت، لك الحمد غير مكفور ولا مودع، ولا مستغنى عنك ربنا».
- قال ابْنُ ثَوْبَانَ ، عَنْ أَبِيهِ ، يَرُدُّهُ إِلَى مَكْحُولٍ ، إِلَى الْحَارِثِ بْنِ الْحَارِثِ ، أَنَّ مَالِكَ بْنَ يُخَامِرَ حَدَّثَهُمْ أَنَّ مُعَاذَ بْنَ جَبَلٍ أَنّ رَسُولَ اللَّهِ صَلَّى اللَّهُ عَلَيْهِ وَسَلَّمَ، قَالَ : «مَا مِنْ نَفْسٍ تَمُوتُ لَهَا عِنْدَ اللَّهِ مِثْقَالُ حَبَّةٍ مِنْ خَيْرٍ إِلا طِينَ عَلَيْهَا طِينًا».[14]